# Хорватский народ (газета)
Хорватский народ (хорв. Hrvatski narod) — хорватская газета, издававшаяся в Загребе в 1939—1945 годах. Первоначально — еженедельная, позже — ежедневная. Официальный орган хорватского пронацистского движения усташей как во время их правления в Хорватии, так и после изгнания Народно-освободительной армией Югославии.
Главным редактором газеты был хорватский писатель Миле Будак, известный своими националистическими взглядами, а политическим редактором — Иван Оршанич. Директор газеты — Марко Чович. Он же писал некоторые материалы. Также авторами статей были Иво Богдан и Матия Ковачич? а редактором работал Тиас Мортигьия.
Ещё во время Королевства, 22 июня 1939 года, редактор Миле Будак писал, что: «Хорватский народ» не является и не будет антисемитским изданием, однако после образования Независимого государства Хорватия риторика газеты радикально изменилась. Так, 20 апреля 1941 года была опубликована статья, согласно которой против евреев следовало принять строжайшие меры.
В послевоенные годы газета была восстановлена под тем же именем в Аргентине бывшим деятелем партии усташей и одним из лидеров хорватской эмиграции Векославом Вранчичем.